# Smula socken

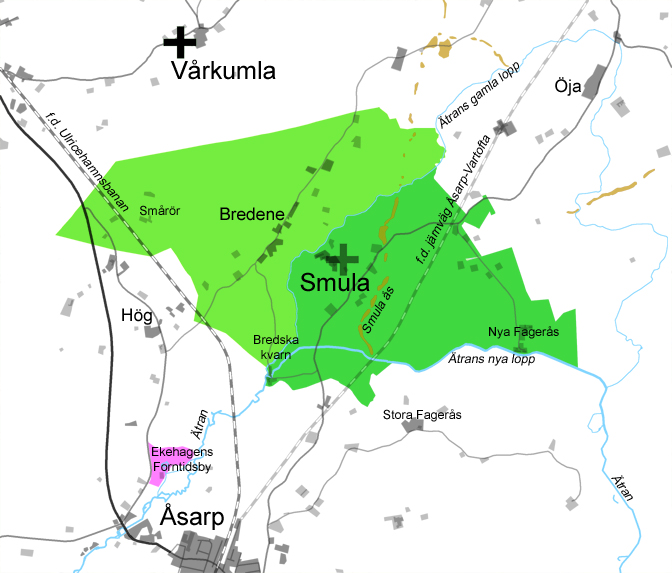
Karta över Smula socken.

Smula socken i Västergötland ingick i Redvägs härad och till 1891 även i Frökinds härad, och är sedan 1974 en del av Falköpings kommun, från 2016 inom Åsarps distrikt.
Socknens areal är 10,0 kvadratkilometer varav 9,77 land. Här fanns 97 invånare år 1990, sista året med officiell statistik. Som sockenkyrka används sedan 1830 Åsarp-Smula kyrka i Åsarp i Norra Åsarps socken. 

## Administrativ historik
Socknen har medeltida ursprung. Före 1891 ingick en del, Bredene, av socknen i Frökinds härad i Skaraborgs län. 
Vid kommunreformen 1862 övergick socknens ansvar för de kyrkliga frågorna till Smula församling och för de borgerliga frågorna bildades två landskommuner Smula landskommuner i Älvsborgs och Skaraborgs län där den senare uppgick i den förra 1891. Landskommunen uppgick 1952 i Redvägs landskommun som upplöstes 1974 då denna del uppgick i Falköpings kommun och området övergick samtidigt till Skaraborgs län. Församlingen uppgick 1992 i Åsarp-Smula församling som 1998 uppgick i Åsarps församling.
1 januari 2016 inrättades distriktet Åsarp, med samma omfattning som Åsarps församling fick 1998, och vari detta sockenområde ingår.
Socknen har tillhört län, fögderier, tingslag och domsagor enligt vad som beskrivs i artikeln Redvägs härad. De indelta soldaterna tillhörde Skaraborgs regemente och Västgöta regemente, Vartofta kompanier.

## Geografi
Smula socken ligger söder om Falköping på Falbygden kring Ätran. Socknen är en uppodlad slättbygd.

## Fornlämningar
En runristning har påträffats.

## Namnet
Namnet skrevs på 1330-talet Smula och kommer från kyrkbyn. Namnet innehåller troligen smula i betydelsen 'sand, grus' och syftar på en rullstensås vid platsen.

## Bilder

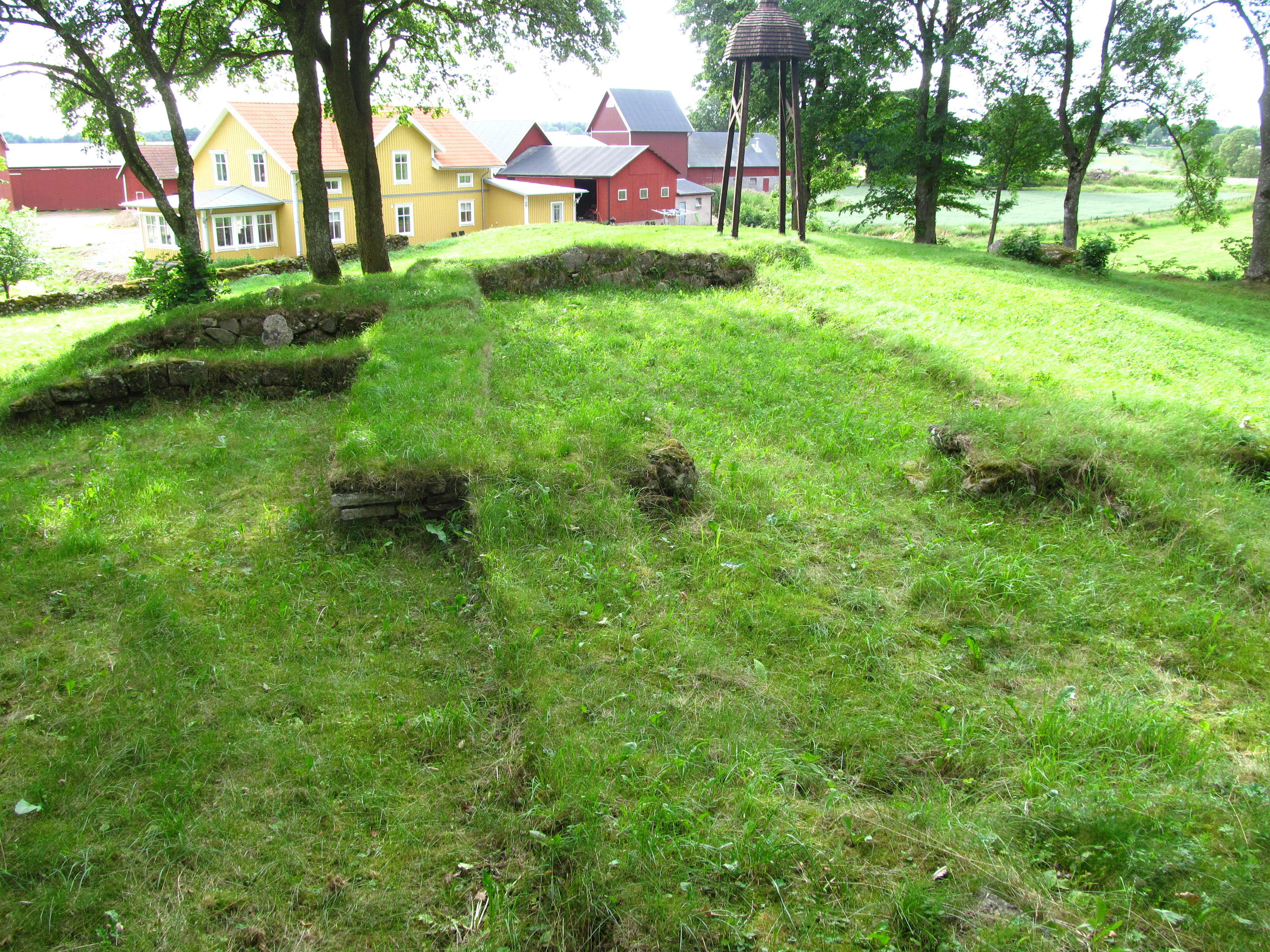
Ruinen av Smula gamla kyrka, uppförd troligen under 1100-talet och riven 1829.
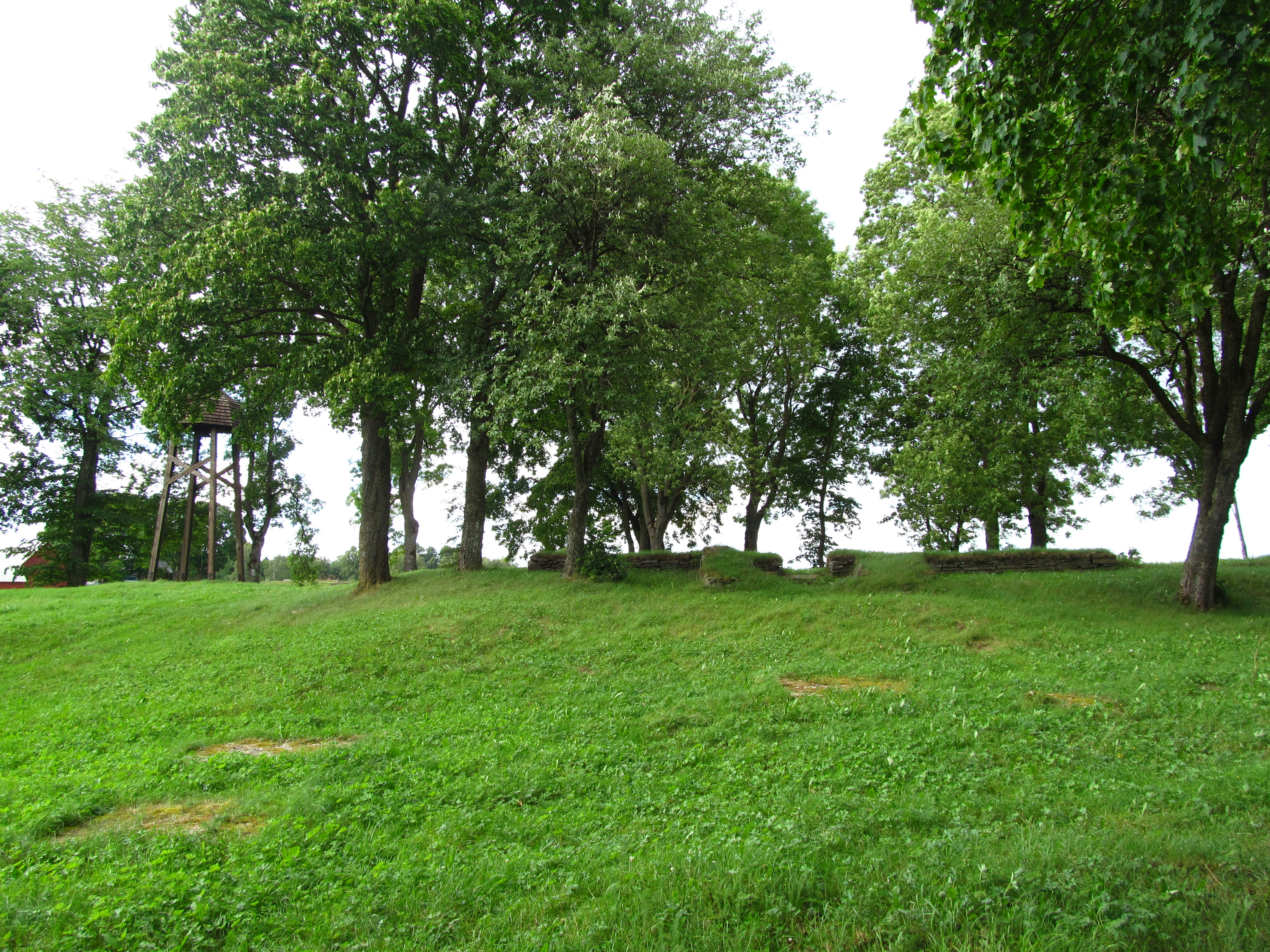
Smula ödekyrkogård där Smula gamla kyrka stod. Klockstapeln till vänster är en sentida konstruktion.
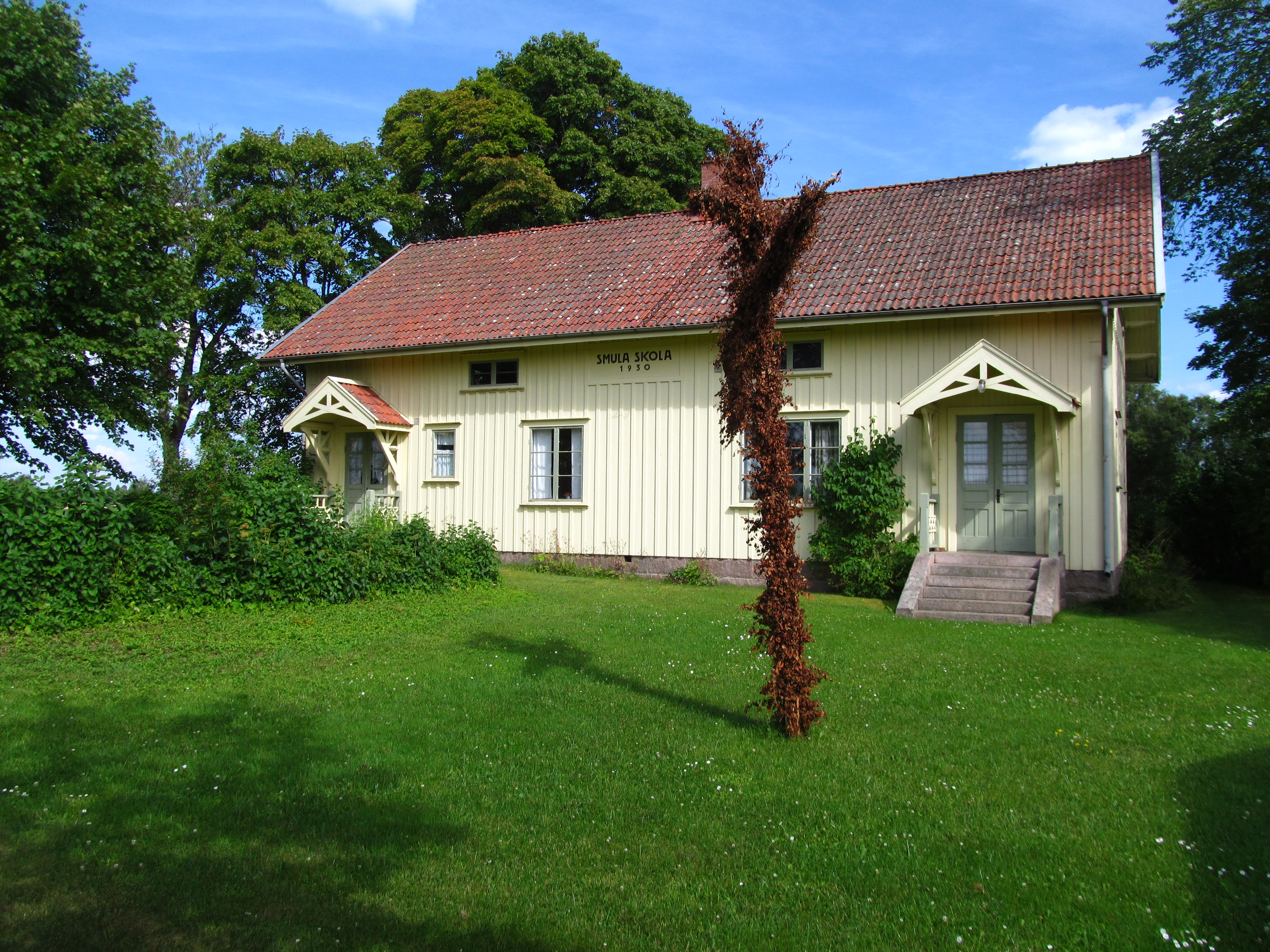
Smula gamla skola, byggd 1930 på samma plats som tidigare skolhus byggt 1878. Skolverksamheten upphörde 1954.
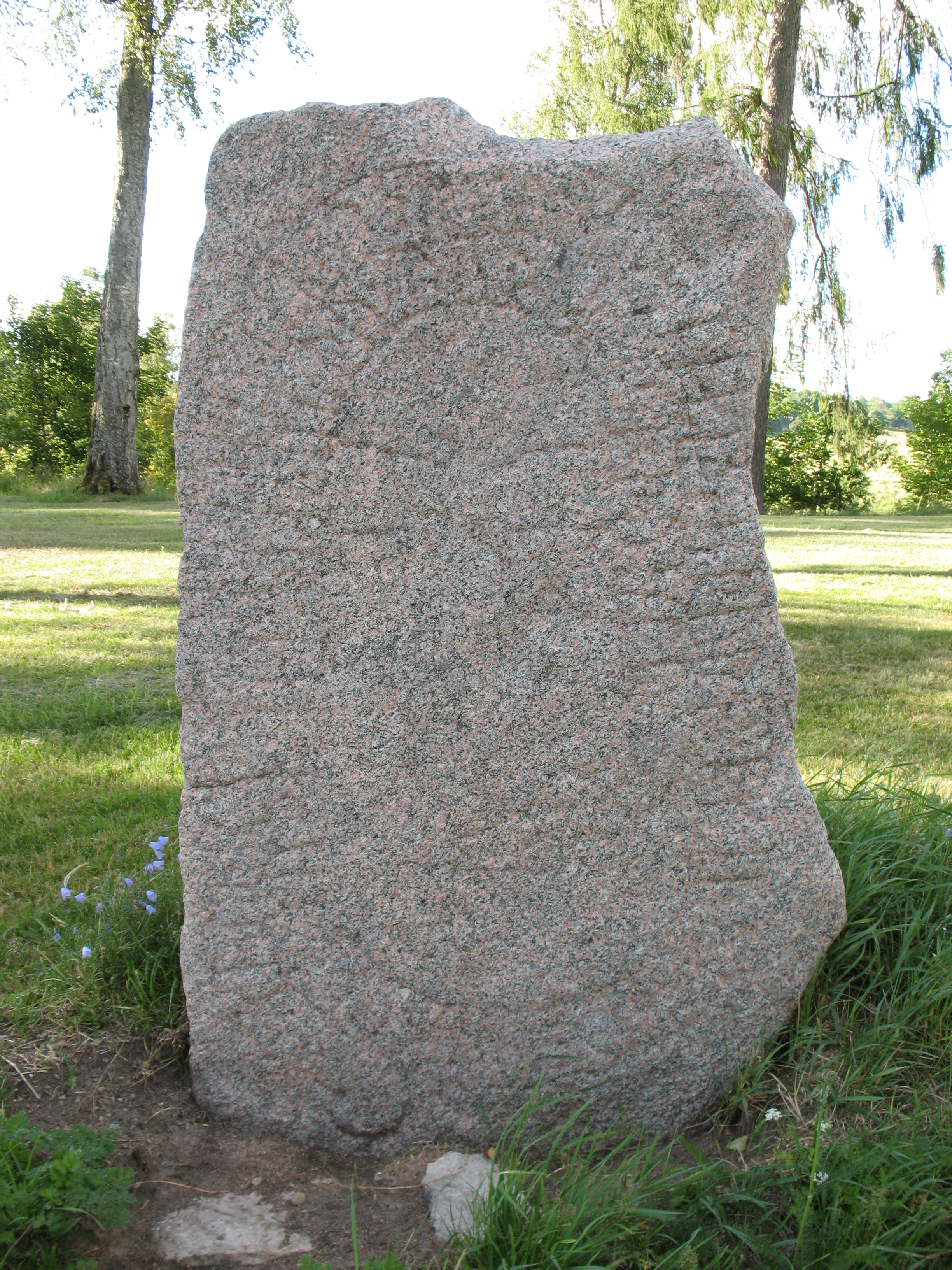
Runsten som ursprungligen fanns vid Smula kyrka, numera vid Dagsnäs.
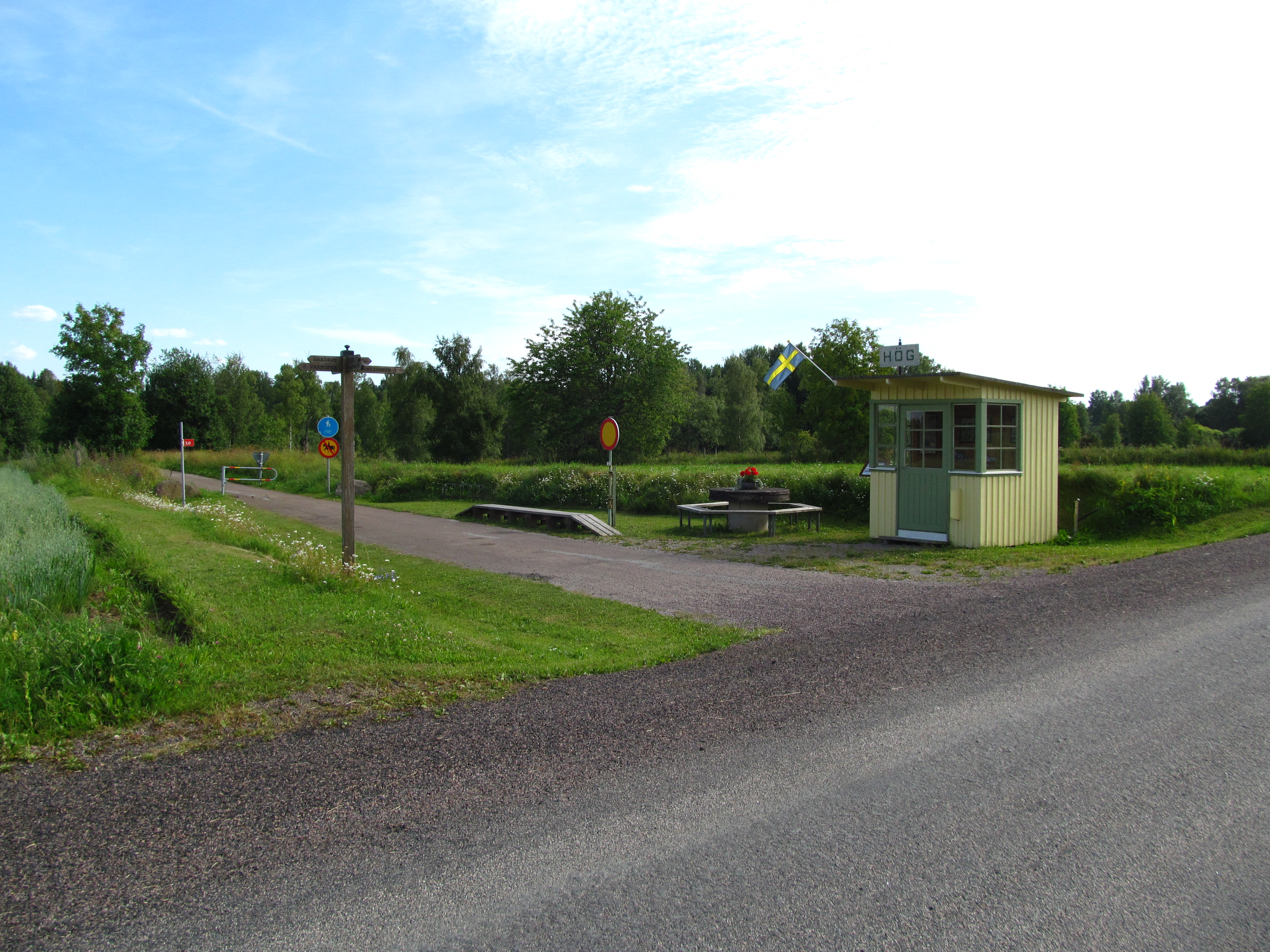
Före detta hållplatsen Hög längs Västra Centralbanan i västra delen av socknen. Järnvägen lades ner 1985 och är nu cykelväg.
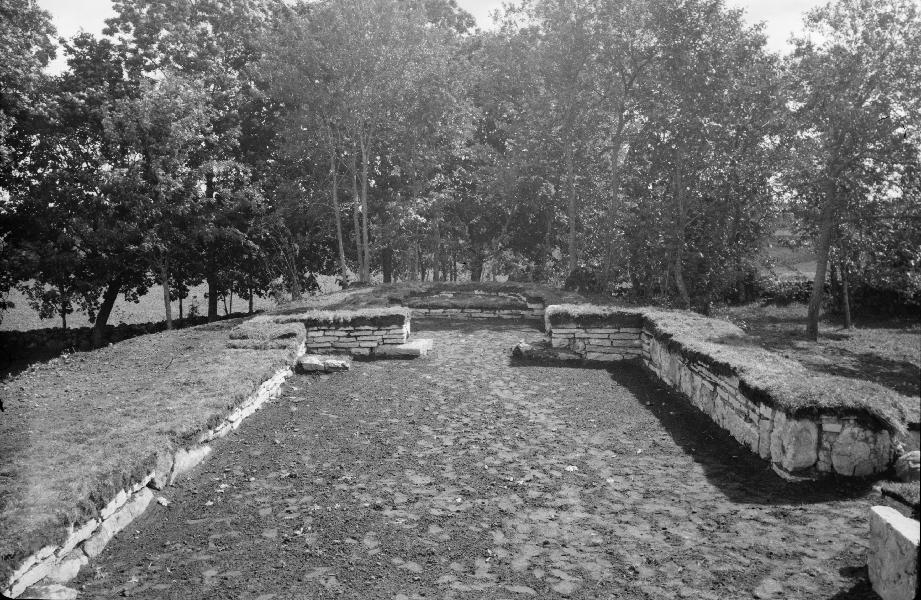
Smula kyrkoruin, tidigt 1940-tal.
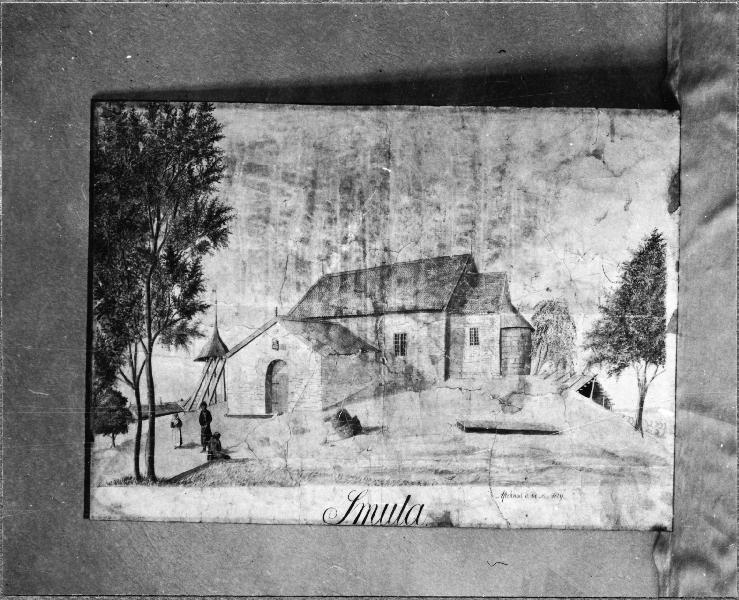
Smula kyrka före 1829